# DBI-aftrek
De regeling van de definitief belaste inkomsten (Frans: revenus définitivement taxés, afgekort RDT), ook de dbi-aftrek, de dbi-vrijstelling of het dbi-regime genoemd, is een regeling in het kader van de vennootschapsbelasting in België. Het houdt in dat, indien voldaan aan de voorwaarden, een uitgekeerd dividend voor 100% wordt vrijgesteld bij een vennootschap die dividenden van een andere vennootschap ontvangt. 
Het doel van deze vrijstelling is dubbele belasting te vermijden. Dividenden en andere winstuitkeringen van dochterondernemingen aan hun moedermaatschappij worden immers bij deze laatste nogmaals als winst geboekt maar worden daar vrijgesteld door deze aftrek. 
De aftrek wordt geregeld in de artikelen 202-205 van het Wetboek van de Inkomstenbelastingen. Deze regeling geldt in principe ook voor winstuitkeringen van een buitenlandse vennootschap aan een Belgische vennootschap.

## België
Opdat een dividenduitkering vrijgesteld wordt van roerende voorheffing in handen van de ontvanger, moet er voldaan worden aan drie voorwaarden:
1. het gaat om dividenden;[1]
2. deze dividenden vertegenwoordigen een deelname van minstens 10% of € 2,5 miljoen van het kapitaal die minstens 12 maanden worden aangehouden;[2]
3. geen van de uitsluitingen m.b.t. niet tevoren belaste uitkeringen is van toepassing.[3]

De dbi-vrijstelling is ook van toepassing op louter interne situaties, d.w.z. een dividenduitkering door een Belgische vennootschap aan een andere Belgische vennootschap.

## Europese Unie
Voor grensoverschrijdende winstuitkering binnen de EU is deze vrijstelling geregeld in de Richtlijn 2011/96/EU van de Raad van 30 november 2011 betreffende de gemeenschappelijke fiscale regeling voor moedermaatschappijen en dochterondernemingen uit verschillende lidstaten, beter bekend als de Moeder-dochterrichtlijn. Het doel van deze regeling is om dividenden en andere winstuitkeringen van dochterondernemingen aan hun moedermaatschappijen vrij te stellen van bronbelasting en dubbele belastingheffing van dergelijke inkomsten op het niveau van de moedermaatschappij te elimineren.